# Milisav Popović
Milisav Popović, autor knjiga Pred Buđenje i Zaboravljena Gora, prve knjige epske fantastike o mitskim bićima Crne Gore.

## Biografija
Nakon osnovnog i srednjeg obrazovanja, školovanje nastavlja u Beogradu na katedri za međunarodne odnose i diplomatiju, na Fakultetu političkih nauka, i 2003. godine postaje diplomirani politikolog za međunarodne poslove.
Posle studija biva izabran da na nivou balkanskih univerziteta pohađa pilot program u Beogradu - domen takozvane „rigidne i primijenjene psihologije“ ili tačnije rečeno - iz profilisanja. Nakon godinu dana jedini stiče pravo na poslednji potpis čime postaje i prvi profiličar na prostoru tadašnje Srbije i Crne Gore (osposobljen kako za deskriptivnu tako i za eksplikativnu analizu čovjekovog ponašanja).
Sa 24 godine vraća se u Crnu Goru gdje počinje da radi u struci (najprije Ministarstvo inostranih poslova, a potom i kao savjetnik gradonačelnika Podgorice za evropske integracije).
U julu 2008. godine, objavljuje knjigu „Zaboravljena Gora: Mitska bića Crne Gore“ - prvu knjigu epske fantastike o mitskim bićima iz Crne Gore koja za 2 mjeseca postaje bestseler na prostoru Crne Gore i Srbije.
U novembru 2008. godine, dobija Orfejevu Liru, prvu nagradu za prozu na međunarodnoj književnoj manifestaciji „Orfejeva Lira“, u organizaciji Akademije za evropsku kulturu, koja se ove godine održala u Bugarskoj (Sofija, Krumovgrad).
Februara 2009. godine, u prvoj nacionalnoj akciji (NAJ AKCIJA) koja je organizovana sa ciljem da se istaknu pojedinci i događaji koji su obilježili 2008. godinu u Crnoj Gori, devet kategorija je dobilo svoje laureate. Nagradu za najbolju knjigu je dobio Milisav Popović (za knjigu Zaboravljena gora) - čime je ovo djelo postalo prvo "omiljeno štivo" koje je odabrao sam narod. Akcija je trajala mjesec dana, a medijski pokrovitelj je bila ATLAS TV. Za "Zaboravljenu Goru" je glasalo više od 10.000 građana.
Esej Milisava Popovića o Crnoj Gori je objavljen u specijalnom izdanju National Geographic Travelera - 50 places of lifetime (50 najljepših mjesta na planeti) - oktobar 2009. godine. Ovo izdanje se objavljuje jednom u 10 godina i predstavlja jedan od najznačajnijih proklamatora razvoja turizma u svijetu. Popovićev esej je Crnoj Gori donio slavu i zbog činjenice da je naslovnica tog časopisa upravo posvećena motivu iz ove države (Sveti Stefan). Izbor uredništva o autorima iz pozvanih država je obavljen u centrali NG (Vašington). Popović je pozvan zbog uspjeha njegovog prvjenca "Zaboravljene gore".
Početkom 2010. godine Popović dobija nacionalnu nagradu za autora godine pod nazivom "Wild Beauty Award" koju mu dodjeljuje predsjednik države Filip Vujanović. Njegova nedeljna kolumna "Zalogaj za dušu" koja se objavljuje u listu "DAN" za kratko vrijeme je postala najčitanija kolumna u Crnoj Gori.
ACLA (American Comparative Literature Association) je početkom 2011.godine napravila presjek najznačajnijih crnogorskih novelista. Na spisku se pored tri, istoriji već poznata imena, našlo i ime Milisava Popovića. Ovog puta, izbor autora “Zaboravljene gore” je zasnovan na kolumnama i njihovim neobičnim sadržajima koje su izašle van granica Crne Gore. Tekstovi su vrlo brzo postali veoma čitani, a posredstvom izdavačkih kuća neke od njih su stigle i pred publiku iz inostranstva.
Zanimljivo je da je značajan dio tih tekstova preveden uz pomoć entuzijasta, koji nisu ozvaničeni (formalni) prevodioci, a kvalitet tih prevoda kao i samog sadržaja privukao je pažnju i specijalizovanih književnih organizacija u SAD.
U junu 2011. godine Popović je izabran za direktora Narodne biblioteke u Glavnom gradu Crne Gore. Gradonačelnik Podgorice Miomir Mugoša mu povjerava mandat da u što kraćem roku Novo zdanje biblioteke uspostavi i uredi po evropskim standardima. Već do juna 2012. godine Biblioteka bilježi veliku posjećenost, razvijenu međunarodnu saradnju, regionalnu povezanost i ponudu nespecifičnih a atraktivnih sadržaje. 
Ambasadori stranih zemalja izabiraju Popovićevu instituciju za "hot spot for international connection" (vruće mesto za dobru međunarodnu saradnju). Popović je proglašen za najboljeg menadžera u kulturi. Početkom juna 2012. godine se po pozivu gradonačelnika vraća u Kabinet, a na mjesto direktora Biblioteke dolazi politička ličnost.

## Spoljašnje veze
- Jedna od kolumni, objavljena na sajtu Lagune
- Zvanična Internet Prezentacija